# Acacia morondavensis
Acacia morondavensis é uma espécie de leguminosa do gênero Acacia, pertencente à família Fabaceae.